# استیون کراشن
استیون کراشن (متولد ۱۹۴۱) استاد بازنشسته دانشگاه در دانشگاه کالیفرنیای جنوبی است، که از بخش زبان‌شناسی به دانشکده آموزش و پرورش در سال ۱۹۹۴ نقل مکان کرد. او زبان‌شناس، محقق آموزشی و فعال سیاسی است.

## آثار
استیون کراشن مدرک دکترا در زبان‌شناسی از دانشگاه کالیفرنیا، لس آنجلس در سال ۱۹۷۲ دریافت کرد. آثار وی در میان مقالات و کتابها، بیش از ۴۸۶ نشریه، کمک به زمینه‌های فراگیری زبان دوم، آموزش دو زبانه و خواندن است. او شناخته شده‌است برای معرفی فرضیه‌های مختلف مربوط به یادگیری زبان دوم، از جمله فرضیه یادگیری، فرضیه ورودی، فرضیه مانیتور، فیلتر عاطفی و فرضیه نظم طبیعی. اخیراً، کراشن از استفاده از خواندن داوطلبانه آزاد (Free voluntary reading) در هنگام فراگیری زبان دوم ترویج می‌دهد و می‌گوید: «قدرتمندترین ابزار برای آموزش زبان اول و دوم است».